# Kaew Fairtex

## Tiểu sử
Kaew Fairtex (tiếng Thái: แฟร์ เท็กซ์; sinh ngày 5 tháng 9 năm 1984) là một vận động viên kickboxer Thái Lan và là cựu vô địch WBC Muay Thai World tại siêu hạng lông và vô địch WPMF World hiện tại với trọng lượng siêu nhẹ. Anh được đào tạo từ Fairtex Gym.
Kể từ ngày 1 tháng 11 năm 2018, anh được Combat Press xếp hạng thứ 6 hạng lông trên thế giới (của võ kickboxer).

## Tiêu đề

### Kickboxing
- K-1
  - Thế giới K-1 2018 -65   Nhà vô địch giải đấu thế giới kg
  - Nhà vô địch giải đấu thế giới K-1 GP -65 kg 2016
  - Nhà vô địch siêu nhẹ K-1 (lần đầu tiên; 2 phòng thủ)
  - Nhà vô địch giải đấu thế giới K-1 GP -65 kg 2014
- Anh hùng huyền thoại
  - Anh hùng huyền thoại 2012 Châu Á 65   người chiến thắng giải đấu kg

### Muaythai
- Sân vận động Lumpinee
  - Sân vận động Lumpinee năm 2009 Vô địch hạng nhẹ (135   lbs)
  - Nhà vô địch hạng lông sân vận động Lumpinee năm 2006 (126   lbs)
- Hiệp hội quyền anh chuyên nghiệp Thái Lan
  - Nhà vô địch hạng lông Thái Lan (PAT) 2005 (126)   lbs)
- WBC Muay Thái
  - Nhà vô địch hạng lông siêu hạng WBC Muay Thai World 2007 (130   lbs)
  - Nhà vô địch hạng lông siêu hạng WBC Muay Thai World 2006 (130   lbs)
- WPMF
  - Nhà vô địch siêu nhẹ thế giới 2014 WPMF (140   lbs) [2]